# Divizia A 1996-1997
Sezonul 1996-1997 al Diviziei A a fost cea de-a 79-a ediție a Campionatului de Fotbal al României, și a 59-a de la introducerea sistemului divizionar. A început pe 31 iulie 1996 și s-a terminat pe 14 iunie 1997. Aceasta a fost prima oară în istoria Campionatului Național divizionar când un sezon desfășurat în sistemul toamnă-primăvară începe mai devreme de luna august. Campioana en titre, Steaua București, a reușit să își apere cu succes titlul de campioană pentru a cincea oară consecutiv. Pentru Steaua, acesta a fost cel de-al 19-lea titlu de campioană din istorie, extinzându-și astfel recordul deținut la acea vreme pentru cele mai multe titluri acumulate în România.

## Stadioane
| Steaua București      | FC U Craiova | Rapid București | FCM Bacău             |
| --------------------- | --- | --- | --------------------- |
| Steaua                | Ion Oblemenco | Rapid-Giulești | Municipal             |
| Capacitate: 28.365    | Capacitate: 37.000 | Capacitate: 19.100 | Capacitate: 17.500    |
|                       | | |                       |
| Dinamo București      | Argeș Pitești | Național București | Petrolul Ploiești     |
| Dinamo                | Municipal | Cotroceni | Ilie Oană             |
| Capacitate: 15.032    | Capacitate: 15.000 | Capacitate: 14.542 | Capacitate: 20.000    |
|                       | | |                       |
| Oțelul Galați         | OțelulBacăuCeahlăulArgeșPetrolulFarulUniversitateaGloriaJiulUniversitateaChindiaPolitehnicaBrașovBucureștiEchipele din București: · Dinamo · Național · Rapid · Sportul · SteauaDivizia A 1996-1997 (România) DinamoNaționalRapidSteauaSportul Locația echipelor din București. | OțelulBacăuCeahlăulArgeșPetrolulFarulUniversitateaGloriaJiulUniversitateaChindiaPolitehnicaBrașovBucureștiEchipele din București: · Dinamo · Național · Rapid · Sportul · SteauaDivizia A 1996-1997 (România) DinamoNaționalRapidSteauaSportul Locația echipelor din București. | Ceahlăul Piatra Neamț |
| Oțelul                | OțelulBacăuCeahlăulArgeșPetrolulFarulUniversitateaGloriaJiulUniversitateaChindiaPolitehnicaBrașovBucureștiEchipele din București: · Dinamo · Național · Rapid · Sportul · SteauaDivizia A 1996-1997 (România) DinamoNaționalRapidSteauaSportul Locația echipelor din București. | OțelulBacăuCeahlăulArgeșPetrolulFarulUniversitateaGloriaJiulUniversitateaChindiaPolitehnicaBrașovBucureștiEchipele din București: · Dinamo · Național · Rapid · Sportul · SteauaDivizia A 1996-1997 (România) DinamoNaționalRapidSteauaSportul Locația echipelor din București. | Ceahlăul              |
| Capacitate: 13.500    | OțelulBacăuCeahlăulArgeșPetrolulFarulUniversitateaGloriaJiulUniversitateaChindiaPolitehnicaBrașovBucureștiEchipele din București: · Dinamo · Național · Rapid · Sportul · SteauaDivizia A 1996-1997 (România) DinamoNaționalRapidSteauaSportul Locația echipelor din București. | OțelulBacăuCeahlăulArgeșPetrolulFarulUniversitateaGloriaJiulUniversitateaChindiaPolitehnicaBrașovBucureștiEchipele din București: · Dinamo · Național · Rapid · Sportul · SteauaDivizia A 1996-1997 (România) DinamoNaționalRapidSteauaSportul Locația echipelor din București. | Capacitate: 12.500    |
|                       | OțelulBacăuCeahlăulArgeșPetrolulFarulUniversitateaGloriaJiulUniversitateaChindiaPolitehnicaBrașovBucureștiEchipele din București: · Dinamo · Național · Rapid · Sportul · SteauaDivizia A 1996-1997 (România) DinamoNaționalRapidSteauaSportul Locația echipelor din București. | OțelulBacăuCeahlăulArgeșPetrolulFarulUniversitateaGloriaJiulUniversitateaChindiaPolitehnicaBrașovBucureștiEchipele din București: · Dinamo · Național · Rapid · Sportul · SteauaDivizia A 1996-1997 (România) DinamoNaționalRapidSteauaSportul Locația echipelor din București. |                       |
| Farul Constanța       | OțelulBacăuCeahlăulArgeșPetrolulFarulUniversitateaGloriaJiulUniversitateaChindiaPolitehnicaBrașovBucureștiEchipele din București: · Dinamo · Național · Rapid · Sportul · SteauaDivizia A 1996-1997 (România) DinamoNaționalRapidSteauaSportul Locația echipelor din București. | OțelulBacăuCeahlăulArgeșPetrolulFarulUniversitateaGloriaJiulUniversitateaChindiaPolitehnicaBrașovBucureștiEchipele din București: · Dinamo · Național · Rapid · Sportul · SteauaDivizia A 1996-1997 (România) DinamoNaționalRapidSteauaSportul Locația echipelor din București. | Sportul Studențesc    |
| Farul                 | OțelulBacăuCeahlăulArgeșPetrolulFarulUniversitateaGloriaJiulUniversitateaChindiaPolitehnicaBrașovBucureștiEchipele din București: · Dinamo · Național · Rapid · Sportul · SteauaDivizia A 1996-1997 (România) DinamoNaționalRapidSteauaSportul Locația echipelor din București. | OțelulBacăuCeahlăulArgeșPetrolulFarulUniversitateaGloriaJiulUniversitateaChindiaPolitehnicaBrașovBucureștiEchipele din București: · Dinamo · Național · Rapid · Sportul · SteauaDivizia A 1996-1997 (România) DinamoNaționalRapidSteauaSportul Locația echipelor din București. | Regie                 |
| Capacitate: 15.520    | OțelulBacăuCeahlăulArgeșPetrolulFarulUniversitateaGloriaJiulUniversitateaChindiaPolitehnicaBrașovBucureștiEchipele din București: · Dinamo · Național · Rapid · Sportul · SteauaDivizia A 1996-1997 (România) DinamoNaționalRapidSteauaSportul Locația echipelor din București. | OțelulBacăuCeahlăulArgeșPetrolulFarulUniversitateaGloriaJiulUniversitateaChindiaPolitehnicaBrașovBucureștiEchipele din București: · Dinamo · Național · Rapid · Sportul · SteauaDivizia A 1996-1997 (România) DinamoNaționalRapidSteauaSportul Locația echipelor din București. | Capacitate: 15.000    |
|                       | OțelulBacăuCeahlăulArgeșPetrolulFarulUniversitateaGloriaJiulUniversitateaChindiaPolitehnicaBrașovBucureștiEchipele din București: · Dinamo · Național · Rapid · Sportul · SteauaDivizia A 1996-1997 (România) DinamoNaționalRapidSteauaSportul Locația echipelor din București. | OțelulBacăuCeahlăulArgeșPetrolulFarulUniversitateaGloriaJiulUniversitateaChindiaPolitehnicaBrașovBucureștiEchipele din București: · Dinamo · Național · Rapid · Sportul · SteauaDivizia A 1996-1997 (România) DinamoNaționalRapidSteauaSportul Locația echipelor din București. |                       |
| Politehnica Timișoara | OțelulBacăuCeahlăulArgeșPetrolulFarulUniversitateaGloriaJiulUniversitateaChindiaPolitehnicaBrașovBucureștiEchipele din București: · Dinamo · Național · Rapid · Sportul · SteauaDivizia A 1996-1997 (România) DinamoNaționalRapidSteauaSportul Locația echipelor din București. | OțelulBacăuCeahlăulArgeșPetrolulFarulUniversitateaGloriaJiulUniversitateaChindiaPolitehnicaBrașovBucureștiEchipele din București: · Dinamo · Național · Rapid · Sportul · SteauaDivizia A 1996-1997 (România) DinamoNaționalRapidSteauaSportul Locația echipelor din București. | FC Brașov             |
| Dan Păltinișanu       | OțelulBacăuCeahlăulArgeșPetrolulFarulUniversitateaGloriaJiulUniversitateaChindiaPolitehnicaBrașovBucureștiEchipele din București: · Dinamo · Național · Rapid · Sportul · SteauaDivizia A 1996-1997 (România) DinamoNaționalRapidSteauaSportul Locația echipelor din București. | OțelulBacăuCeahlăulArgeșPetrolulFarulUniversitateaGloriaJiulUniversitateaChindiaPolitehnicaBrașovBucureștiEchipele din București: · Dinamo · Național · Rapid · Sportul · SteauaDivizia A 1996-1997 (România) DinamoNaționalRapidSteauaSportul Locația echipelor din București. | Tineretului           |
| Capacitate: 40.000    | OțelulBacăuCeahlăulArgeșPetrolulFarulUniversitateaGloriaJiulUniversitateaChindiaPolitehnicaBrașovBucureștiEchipele din București: · Dinamo · Național · Rapid · Sportul · SteauaDivizia A 1996-1997 (România) DinamoNaționalRapidSteauaSportul Locația echipelor din București. | OțelulBacăuCeahlăulArgeșPetrolulFarulUniversitateaGloriaJiulUniversitateaChindiaPolitehnicaBrașovBucureștiEchipele din București: · Dinamo · Național · Rapid · Sportul · SteauaDivizia A 1996-1997 (România) DinamoNaționalRapidSteauaSportul Locația echipelor din București. | Capacitate: 10.000    |
|                       | OțelulBacăuCeahlăulArgeșPetrolulFarulUniversitateaGloriaJiulUniversitateaChindiaPolitehnicaBrașovBucureștiEchipele din București: · Dinamo · Național · Rapid · Sportul · SteauaDivizia A 1996-1997 (România) DinamoNaționalRapidSteauaSportul Locația echipelor din București. | OțelulBacăuCeahlăulArgeșPetrolulFarulUniversitateaGloriaJiulUniversitateaChindiaPolitehnicaBrașovBucureștiEchipele din București: · Dinamo · Național · Rapid · Sportul · SteauaDivizia A 1996-1997 (România) DinamoNaționalRapidSteauaSportul Locația echipelor din București. |                       |
| Gloria Bistrița       | Chindia Târgoviște | Jiul Petroșani | Universitatea Cluj    |
| Gloria                | Eugen Popescu | Jiul | Ion Moina             |
| Capacitate: 7.800     | Capacitate: 6.500 | Capacitate: 30.000 | Capacitate: 28.000    |
|                       | | |                       |

## Clasament
| Loc | Echipă                    | Pct. | MJ | V  | E | Î  | GM | GP | DG  | Calificare sau retrogradare              |
| --- | ------------------------- | ---- | -- | -- | - | -- | -- | -- | --- | ---------------------------------------- |
| 1.  | Steaua București (C)      | 73   | 34 | 23 | 4 | 7  | 87 | 40 | +47 | Liga Campionilor 1997-98 Turul I         |
| 2.  | FC Național               | 68   | 34 | 21 | 5 | 8  | 69 | 36 | +33 | Cupa Cupelor 1997-98 Runda de calificare |
| 3.  | Dinamo București          | 59   | 34 | 18 | 5 | 11 | 56 | 34 | +22 | Cupa UEFA 1997-98 Turul I                |
| 4.  | Oțelul Galați             | 58   | 34 | 17 | 7 | 10 | 54 | 39 | +15 | Cupa UEFA 1997-98 Turul I                |
| 5.  | AS Bacău                  | 53   | 34 | 16 | 5 | 13 | 43 | 41 | +2  |                                          |
| 6.  | Ceahlăul                  | 52   | 34 | 15 | 7 | 12 | 51 | 50 | +1  |                                          |
| 7.  | Argeș Pitești             | 50   | 34 | 14 | 8 | 12 | 46 | 37 | +9  |                                          |
| 8.  | Rapid București           | 48   | 34 | 13 | 9 | 12 | 45 | 41 | +4  | Cupa Intertoto 1997 Faza grupelor        |
| 9.  | Petrolul Ploiești         | 46   | 34 | 13 | 7 | 14 | 48 | 43 | +5  |                                          |
| 10. | Farul                     | 46   | 34 | 14 | 4 | 16 | 46 | 52 | −6  |                                          |
| 11. | FCU Craiova               | 43   | 34 | 12 | 7 | 15 | 48 | 52 | −4  |                                          |
| 12. | Sportul Studențesc        | 42   | 34 | 12 | 6 | 16 | 36 | 52 | −16 |                                          |
| 13. | Gloria Bistrița           | 41   | 34 | 11 | 8 | 15 | 38 | 45 | −7  | Cupa Intertoto 1997 Faza grupelor        |
| 14. | Jiul Petroșani            | 41   | 34 | 12 | 5 | 17 | 33 | 61 | −28 |                                          |
| 15. | Universitatea Cluj        | 39   | 34 | 11 | 6 | 17 | 52 | 67 | −15 |                                          |
| 16. | CF Chindia Târgoviște     | 38   | 34 | 11 | 5 | 18 | 32 | 55 | −23 |                                          |
| 17. | Politehnica Timișoara (R) | 35   | 34 | 10 | 5 | 19 | 45 | 65 | −20 | Retrogradare în Divizia B 1997-1998      |
| 18. | FC Brașov (R)             | 32   | 34 | 9  | 5 | 20 | 42 | 61 | −19 | Retrogradare în Divizia B 1997-1998      |

1. 1 2  PET 3-0 FAR; FAR 1-0 PET
2. 1 2  GLO 3-0 JIU; JIU 2-0 GLO

### Pozițiile pe etapă
| Etapă/ Echipă                | 1             | 2  | 3  | 4  | 5  | 6  | 7  | 8  | 9  | 10 | 11 | 12 | 13 | 14 | 15 | 16 | 17 | 18 | 19 | 20 | 21 | 22 | 23 | 24 | 25 | 26 | 27 | 28 | 29 | 30 | 31 | 32 | 33 | 34 |   |
| ---------------------------- | ------------- | -- | -- | -- | -- | -- | -- | -- | -- | -- | -- | -- | -- | -- | -- | -- | -- | -- | -- | -- | -- | -- | -- | -- | -- | -- | -- | -- | -- | -- | -- | -- | -- | -- | - |
| Etapă/ Echipă                | Argeș Pitești | 9  | 12 | 6  | 11 | 13 | 13 | 11 | 10 | 12 | 11 | 12 | 9  | 6  | 8  | 9  | 7  | 8  | 9  | 6  | 7  | 6  | 7  | 6  | 5  | 4  | 5  | 5  | 6  | 7  | 6  | 7  | 6  | 7  | 7 |
| Bacău                        | 14            | 6  | 2  | 5  | 7  | 10 | 8  | 8  | 9  | 13 | 8  | 10 | 12 | 14 | 13 | 14 | 12 | 10 | 11 | 8  | 10 | 8  | 8  | 8  | 7  | 7  | 7  | 7  | 6  | 7  | 6  | 7  | 6  | 5  |   |
| Brașov                       | 18            | 10 | 13 | 15 | 15 | 16 | 16 | 16 | 17 | 15 | 16 | 17 | 17 | 17 | 16 | 16 | 16 | 16 | 18 | 18 | 18 | 17 | 17 | 17 | 17 | 17 | 18 | 18 | 18 | 18 | 18 | 18 | 18 | 18 |   |
| Ceahlăul Piatra Neamț        | 15            | 7  | 12 | 14 | 14 | 15 | 13 | 12 | 10 | 8  | 7  | 8  | 8  | 9  | 12 | 13 | 11 | 6  | 8  | 10 | 8  | 6  | 5  | 6  | 6  | 6  | 6  | 5  | 4  | 5  | 5  | 5  | 5  | 6  |   |
| Universitatea Craiova        | 1             | 4  | 9  | 12 | 12 | 9  | 10 | 13 | 11 | 9  | 11 | 11 | 13 | 10 | 14 | 9  | 14 | 12 | 12 | 12 | 13 | 12 | 14 | 15 | 12 | 12 | 14 | 12 | 8  | 8  | 9  | 8  | 10 | 11 |   |
| Dinamo București             | 3             | 2  | 1  | 1  | 1  | 3  | 2  | 1  | 1  | 4  | 4  | 4  | 5  | 4  | 4  | 4  | 4  | 4  | 4  | 4  | 4  | 3  | 3  | 3  | 3  | 3  | 3  | 3  | 3  | 3  | 3  | 3  | 3  | 3  |   |
| Farul Constanța              | 10            | 13 | 7  | 3  | 8  | 7  | 9  | 9  | 8  | 10 | 10 | 12 | 10 | 12 | 10 | 11 | 9  | 11 | 13 | 13 | 14 | 13 | 15 | 11 | 13 | 15 | 12 | 15 | 11 | 14 | 10 | 13 | 11 | 10 |   |
| Gloria Bistrița              | 17            | 9  | 15 | 16 | 16 | 17 | 17 | 17 | 16 | 18 | 18 | 16 | 16 | 16 | 17 | 18 | 17 | 17 | 16 | 15 | 16 | 16 | 16 | 16 | 16 | 14 | 15 | 13 | 14 | 16 | 13 | 15 | 13 | 13 |   |
| Jiul Petroșani               | 2             | 1  | 4  | 2  | 4  | 2  | 7  | 5  | 7  | 7  | 9  | 7  | 9  | 7  | 7  | 6  | 6  | 7  | 10 | 9  | 11 | 14 | 9  | 9  | 11 | 8  | 10 | 11 | 13 | 12 | 15 | 11 | 14 | 14 |   |
| Oțelul Galați                | 13            | 18 | 11 | 8  | 10 | 8  | 6  | 2  | 5  | 3  | 3  | 3  | 3  | 3  | 3  | 3  | 3  | 3  | 3  | 3  | 3  | 4  | 4  | 4  | 5  | 4  | 4  | 4  | 5  | 4  | 4  | 4  | 4  | 4  |   |
| Petrolul Ploiești            | 11            | 14 | 16 | 17 | 17 | 18 | 18 | 18 | 18 | 17 | 15 | 15 | 15 | 15 | 15 | 15 | 13 | 14 | 14 | 14 | 12 | 11 | 13 | 14 | 15 | 13 | 13 | 14 | 16 | 13 | 16 | 12 | 9  | 9  |   |
| Național București           | 5             | 3  | 3  | 7  | 3  | 1  | 1  | 4  | 3  | 2  | 2  | 2  | 2  | 2  | 2  | 1  | 2  | 2  | 2  | 1  | 1  | 1  | 1  | 1  | 1  | 1  | 1  | 2  | 2  | 1  | 2  | 2  | 2  | 2  |   |
| Rapid București              | 7             | 15 | 17 | 18 | 18 | 14 | 15 | 14 | 13 | 12 | 13 | 13 | 11 | 11 | 8  | 10 | 7  | 5  | 7  | 6  | 7  | 9  | 10 | 10 | 8  | 9  | 11 | 8  | 9  | 9  | 8  | 9  | 8  | 8  |   |
| Sportul Studențesc București | 16            | 17 | 18 | 13 | 11 | 11 | 12 | 11 | 14 | 14 | 14 | 14 | 14 | 13 | 11 | 12 | 15 | 15 | 15 | 16 | 15 | 15 | 11 | 12 | 14 | 16 | 16 | 16 | 15 | 11 | 12 | 10 | 12 | 12 |   |
| Steaua București             | 4             | 5  | 14 | 10 | 6  | 4  | 3  | 3  | 2  | 1  | 1  | 1  | 1  | 1  | 1  | 2  | 1  | 1  | 1  | 2  | 2  | 2  | 2  | 2  | 2  | 2  | 2  | 1  | 1  | 2  | 1  | 1  | 1  | 1  |   |
| Politehnica Timișoara        | 12            | 16 | 10 | 6  | 9  | 12 | 14 | 15 | 15 | 16 | 17 | 18 | 18 | 18 | 18 | 17 | 18 | 18 | 17 | 17 | 17 | 18 | 18 | 18 | 18 | 18 | 17 | 17 | 17 | 17 | 17 | 17 | 17 | 17 |   |
| Chindia Târgoviște           | 6             | 8  | 5  | 9  | 5  | 6  | 5  | 7  | 4  | 5  | 6  | 5  | 4  | 5  | 5  | 8  | 10 | 13 | 9  | 11 | 9  | 10 | 12 | 13 | 10 | 11 | 9  | 10 | 12 | 15 | 14 | 16 | 16 | 16 |   |
| Universitatea Cluj           | 8             | 11 | 8  | 4  | 2  | 5  | 4  | 6  | 6  | 6  | 5  | 6  | 7  | 6  | 6  | 5  | 5  | 8  | 5  | 5  | 5  | 5  | 7  | 7  | 9  | 10 | 8  | 9  | 10 | 10 | 11 | 14 | 15 | 15 |   |

| Câștigătorii Diviziei A, ediția 1996/1997 |
| ----------------------------------------- |
| Steaua București Al 19-lea Titlu          |

## Rezultate
| Oaspeți ► Gazde ▼                          | ARG | BAC | BRA | CEA | UCR | DIN | FAR | GBI | JIU | OȚE | PET | NAT | RAP | SPO | STE | POL | CHI | UCL |
| ------------------------------------------ | --- | --- | --- | --- | --- | --- | --- | --- | --- | --- | --- | --- | --- | --- | --- | --- | --- | --- |
| Argeș Pitești                              | —   | 3–0 | 2–0 | 4–1 | 0–1 | 0–0 | 4–1 | 2–0 | 3–0 | 0–0 | 0–0 | 0–0 | 2–2 | 1–0 | 1–2 | 1–0 | 2–1 | 2–1 |
| Bacău                                      | 1–2 | —   | 1–0 | 1–1 | 4–2 | 2–0 | 3–0 | 1–1 | 2–0 | 1–1 | 1–0 | 2–1 | 1–0 | 2–1 | 1–0 | 2–0 | 1–0 | 3–2 |
| Brașov                                     | 3–0 | 1–1 | —   | 1–0 | 1–2 | 2–1 | 3–1 | 2–1 | 6–0 | 0–0 | 2–1 | 1–1 | 1–1 | 1–1 | 0–4 | 3–1 | 2–0 | 2–3 |
| Ceahlăul Piatra Neamț                      | 2–1 | 3–1 | 3–1 | —   | 2–0 | 1–1 | 4–2 | 0–0 | 4–1 | 0–2 | 3–2 | 1–0 | 0–0 | 1–0 | 1–0 | 0–0 | 1–0 | 3–1 |
| Universitatea Craiova                      | 1–3 | 1–1 | 5–0 | 3–1 | —   | 0–2 | 2–3 | 1–1 | 0–0 | 2–0 | 1–1 | 2–0 | 3–1 | 1–2 | 3–2 | 0–0 | 1–1 | 4–1 |
| Dinamo București                           | 4–1 | 1–0 | 2–1 | 4–1 | 2–0 | —   | 5–2 | 3–0 | 3–0 | 2–0 | 3–1 | 0–1 | 2–0 | 2–1 | 0–0 | 2–0 | 2–1 | 3–0 |
| Farul Constanța                            | 2–1 | 4–0 | 1–0 | 3–0 | 2–0 | 2–1 | —   | 0–0 | 1–0 | 3–1 | 1–0 | 1–2 | 0–1 | 1–0 | 3–0 | 2–2 | 3–1 | 0–0 |
| Gloria Bistrița                            | 3–2 | 2–1 | 2–0 | 1–1 | 1–0 | 1–0 | 3–2 | —   | 3–0 | 5–0 | 2–1 | 1–1 | 0–2 | 0–1 | 1–1 | 4–0 | 1–2 | 0–1 |
| Jiul Petroșani                             | 0–0 | 1–0 | 1–0 | 1–2 | 2–4 | 1–0 | 3–0 | 2–0 | —   | 1–1 | 0–1 | 2–1 | 1–1 | 4–1 | 0–2 | 3–2 | 2–1 | 2–1 |
| Oțelul Galați                              | 1–0 | 1–2 | 2–1 | 2–1 | 5–1 | 3–1 | 1–0 | 3–0 | 0–1 | —   | 3–0 | 2–0 | 1–1 | 3–0 | 1–5 | 2–0 | 6–1 | 2–0 |
| Petrolul Ploiești                          | 1–1 | 2–0 | 4–2 | 1–0 | 0–0 | 0–1 | 3–0 | 3–0 | 4–1 | 1–0 | —   | 0–1 | 1–1 | 7–1 | 1–1 | 4–5 | 1–1 | 1–0 |
| Național București                         | 3–1 | 1–0 | 6–1 | 3–0 | 2–0 | 2–1 | 1–3 | 2–0 | 4–0 | 1–3 | 4–1 | —   | 3–1 | 2–0 | 2–1 | 5–1 | 4–1 | 4–3 |
| Rapid București                            | 1–0 | 2–0 | 1–0 | 1–3 | 2–0 | 3–0 | 2–0 | 1–1 | 3–0 | 3–4 | 0–1 | 2–4 | —   | 1–1 | 0–2 | 4–1 | 2–0 | 1–0 |
| Sportul Studențesc București               | 1–1 | 2–0 | 3–1 | 1–2 | 4–2 | 0–5 | 2–1 | 2–1 | 1–1 | 0–2 | 0–1 | 0–0 | 2–0 | —   | 0–3 | 1–0 | 2–1 | 0–0 |
| Steaua București                           | 2–1 | 1–5 | 3–0 | 3–3 | 3–0 | 3–1 | 2–1 | 2–0 | 6–2 | 2–1 | 3–0 | 3–1 | 3–1 | 3–1 | —   | 5–1 | 4–1 | 5–4 |
| Politehnica Timișoara                      | 1–3 | 4–1 | 2–1 | 3–2 | 0–4 | 3–0 | 0–0 | 5–2 | 0–1 | 3–0 | 1–2 | 1–1 | 1–2 | 0–1 | 1–0 | —   | 2–1 | 4–1 |
| Chindia Târgoviște                         | 2–1 | 1–0 | 2–1 | 1–0 | 0–2 | 1–1 | 2–0 | 0–1 | 2–0 | 0–0 | 2–1 | 1–3 | 1–0 | 1–0 | 1–4 | 1–0 | —   | 0–0 |
| Universitatea Cluj                         | 0–1 | 0–2 | 3–2 | 5–4 | 3–0 | 1–1 | 3–1 | 1–0 | 2–0 | 1–1 | 2–1 | 0–3 | 2–2 | 1–4 | 1–7 | 4–1 | 5–1 | —   |
| Câștigă gazdele; Remiză; Câștigă oaspeții. |     |     |     |     |     |     |     |     |     |     |     |     |     |     |     |     |     |     |

## Golgheteri
- Sabin Ilie - Steaua București - 31
- Mugur Gușatu - Politehnica Timișoara - 17
- Leonard Strizu - FC Brașov - 16
- Dumitru Târțău - Rapid București - 14
- Radu Niculescu - Național București - 13
- Constantin Barbu - Argeș Pitești - 13
- Viorel Ion - Oțelul Galați - 13
- Marin Dună - Național București - 10
- Mihai Ionescu - Ceahlăul Piatra Neamț - 9
- Constantin Enache - Ceahlăul Piatra Neamț - 9
- Bogdan Andone - Sportul Studențesc - 9
- Ionel Dănciulescu - Dinamo București - 8
- Daniel Pancu - Rapid București - 8
- Adrian Mihalcea - Dinamo București - 8
- Dennis Șerban - Steaua București - 8
- Dănuț Moisescu - Național București - 8
- Adrian State - Oțelul Galați - 8
- Daniel Rednic - Oțelul Galați - 6
- Cătălin Tofan - Oțelul Galați - 6
- Valentin Ștefan - Oțelul Galați - 6
- Cristian Ciocoiu - Steaua București - 6
- Cristian Coroian - U Cluj - 6
- Vasile Brătianu - U Cluj - 6
- Cristian Pușcaș - Jiul Petroșani - 6
- Cristian Bălașa - Chindia Târgoviște - 5
- Florentin Petre - Dinamo București - 5
- Ovidiu Marc - Ceahlăul Piatra Neamț - 5
- Eugen Trică - Universitatea Craiova - 5
- Horațiu Cioloboc - U Cluj - 5